# S-League de 2009
A S.League de 2009 foi a 14º edição da liga profissional de futebol de Singapura, a S.League.
A liga contou com doze clubes. O Singapore Armed Forces foi o campeão, sendo o vice o Tampines Rovers.